# Волф Албах-Рети
Волф Албах-Рети (на немски: Wolf Albach-Retty) е известен австрийски актьор.

## Биография
Волф Албах-Рети е роден на 28 май 1906 година в Австрия и умира на 21 февруари 1967 година. През живота си се жени два пъти. През 1936 година се жени за германската актриса Магда Шнайдер, а по-късно за австрийската актриса Труд Марлен. Той е внук на режисьора и актьора Рудолф Рети, син е на Роза Албах-Рети и Карл Албах. Баща е на две деца от брака му с Магда - на Роми Шнайдер и Волф-Дитрих Албах-Рети. Дядо е на френската актриса Сара Биазини.

## Избрана филмография
- Frühlingsluft (1938)
- Puppenfee, Die (1936)
- Rendezvous in Wien (1936)
- Geheimnis eines alten Hauses (1936)
- Katz' im Sack, Die (1935)
- G'schichten aus dem Wienerwald (1934)
- Kind, ich freu' mich auf Dein Kommen (1933)